# Aura Elena Farfán
Aura Elena Farfan, född 1940, är en guatemalansk människorättsaktivist.  
Aura Elena Farfan blev engagerad i mänskliga rättigheter i Guatemala efter att hennes bror kidnappats av militären 1984. Hon har sen dess arbetat med föreningen FAMDEGUA för att stötta anhöriga till de människor som försvann och dödades av regimen under inbördeskriget som pågick mellan 1960 och 1996. 
Hon har bidragit till att undersöka omständigheterna kring en massaker i byn Las Dos Erres år 1982, som efter många år ledde till åtal av de inblandade soldaterna.  
År 2018 mottog Aura Elena Farfan International Women of Courage Award.